# Cash App
Cash App (tên cũ Square Cash) là một dịch vụ thanh toán di động của Block, Inc. cho phép người dùng chuyển tiền qua lại bằng cách sử dụng một phần mềm ứng dụng di động. Dịch vụ chỉ cung cấp tại Hoa Kỳ và Vương quốc Anh.o ra lợi nhuận gộp 1.8 tỷ USD.